# Lee Garmes
Lee Garmes (né le 27 mai 1898 à Peoria, dans l'Illinois et mort le 31 août 1978 à Los Angeles, en Californie) est un directeur de la photographie, réalisateur et producteur de cinéma américain.

## Biographie
Venu de l'Illinois, Lee Garmes travaille tout d'abord aux côtés de Thomas H. Ince. Dans les années 1930, sa fructueuse collaboration avec Josef Von Sternberg lui permet de montrer tout son talent. Sa photographie en noir et blanc se révèle exceptionnelle (notamment dans Shanghaï Express, pour lequel il reçoit l'Oscar). On le trouve à l'affiche de plusieurs grands films de la décennie comme Scarface d'Howard Hawks ou Révolte au zoo de Rowland V. Lee. Il s'attaque avec un égal bonheur à la couleur, où il signe de véritables réussites : Le Livre de la jungle de Zoltan Korda ou Duel au soleil de King Vidor. Il est également producteur et réalisateur, en travaillant pour Ben Hecht.

## Filmographie

### Comme directeur de la photographie
- 1918 : The Hope Chest d'Elmer Clifton
- 1919 : I'll Get Him Yet d'Elmer Clifton
- 1919 : Nugget Nell d'Elmer Clifton
- 1919 : Nobody Home d'Elmer Clifton
- 1923 : Fighting Blood de Malcolm St. Clair
- 1923 : The Knight in Gale de Malcolm St. Clair
- 1923 : The Knight That Failed de Malcolm St. Clair
- 1923 : Six Second Smith de Malcolm St. Clair
- 1923 : Two Stones with One Bird de Malcolm St. Clair
- 1923 : Some Punches and Judy de Malcolm St. Clair
- 1923 : Gall of the Wild de Malcolm St. Clair
- 1923 : The End of a Perfect Fray de Malcolm St. Clair
- 1923 : When Gale and Hurricane Meet de Malcolm St. Clair
- 1923 : Judy Punch de Malcolm St. Clair
- 1924 : Julius Sees Her de Malcolm St. Clair
- 1924 : When Knighthood Was in Tower de Malcolm St. Clair
- 1924 : Money to Burns de Malcolm St. Clair
- 1924 : King Leary de Malcolm St. Clair
- 1924 : William Tells de Malcolm St. Clair
- 1924 : Le Phare qui s'éteint (The Lighthouse by the Sea) de Malcolm St. Clair
- 1924 : Sherlock's Home de Malcolm St. Clair
- 1924 : For the Love of Mike de Malcolm St. Clair
- 1924 : Find Your Man de Malcolm St. Clair
- 1925 : The Pacemakers de Wesley Ruggles
- 1925 : Crack o'Dawn d'Albert S. Rogell
- 1925 : Goat Getter d'Albert S. Rogell
- 1925 : Keep Smiling d'Albert Austin et Gilbert Pratt
- 1926 : The Grand Duchess and the Waiter de Malcolm St. Clair
- 1926 : Au suivant de ces messieurs (A Social Celebrity) de Malcolm St Clair
- 1926 : The Palm Beach Girl d'Erle C. Kenton
- 1926 : The Carnival Girl de Cullen Tate
- 1926 : Moi (The Show Off) de Malcolm St. Clair
- 1926 : The Popular Sin de Malcolm St. Clair
- 1927 : The Garden of Allah de Rex Ingram
- 1927 : Rose of the Golden West de George Fitzmaurice
- 1927 : The Private Life of Helen of Troy d'Alexander Korda
- 1927 : The Love Mart de George Fitzmaurice
- 1928 : The Little Shepherd of Kingdom Come d'Alfred Santell
- 1928 : Yellow Lily d'Alexander Korda
- 1928 : Waterfront de William A. Seiter
- 1928 : Forains (The Barker) de George Fitzmaurice
- 1929 : His Captive Woman de George Fitzmaurice
- 1929 : Love and the Devil d'Alexander Korda
- 1929 : Prisoners de William A. Seiter
- 1929 : Say It with Songs de Lloyd Bacon
- 1929 : The Great Divide de Reginald Barker
- 1929 : Disraeli d'Alfred E. Green
- 1930 : Lilies of the Field d'Alexander Korda
- 1930 : The Other Tomorrow de Lloyd Bacon
- 1930 : Spring Is Here de John Francis Dillon
- 1930 : Le Chant de la flamme (Song of the Flame) d'Alan Crosland
- 1930 : Bright Lights de Michael Curtiz
- 1930 : Whoopee! de Thornton Freeland
- 1930 : Kiss Me Again de William A. Seiter
- 1930 : Cœurs brûlés (Morocco) de Josef Von Sternberg
- 1931 : L'Attaque de la caravane (Fighting Caravans) d'Otto Brower et David Burton
- 1931 : Agent X 27 (Dishonored) de Josef Von Sternberg
- 1931 : Les Carrefours de la ville (City Streets) de Rouben Mamoulian
- 1931 : Confessions of a Co-End de David Burton et Dudley Murphy
- 1931 : Une tragédie américaine (An American Tragedy) de Josef Von Sternberg
- 1932 : Shangaï Express de Josef Von Sternberg
- 1932 : Scarface (Scarface, shame of a nation) d'Howard Hawks
- 1932 : Chagrin d'amour (Smilin' Through) de Sidney Franklin
- 1932 : Fille de feu (Call Her Savage) de John Francis Dillon
- 1932 : Strange Interlude de Robert Z. Leonard
- 1933 : Face in the Sky d'Harry Lachman
- 1933 : Révolte au zoo  (Zoo in Budapest) de Rowland V. Lee
- 1933 : Shanghai Madness de John G. Blystone
- 1933 : La 40 CV du roi (My Lips Betray) de John G. Blystone
- 1933 : Suzanne, c'est moi ! (I Am Suzanne!) de Rowland V. Lee
- 1934 : George White's Scandals de Thornton Freeland, Harry Lachman et George White
- 1934 : Crime Without Passion de Ben Hecht et Charles MacArthur
- 1935 : Le Goujat de Ben Hecht et Charles MacArthur
- 1935 : Once in a Blue Moon de Ben Hecht et Charles MacArthur
- 1937 : Dreaming Lips de Paul Czinner
- 1938 : The Sky's the Limit de Jack Buchanan et Lee Garmes
- 1939 : Autant en emporte le vent (Gone with the Wind) de Victor Fleming
- 1940 : L'Ange de Broadway (Angels over Broadway) de Ben Hecht et Lee Garmes
- 1941 : Lydia de Julien Duvivier
- 1942 : Le Livre de la jungle de Zoltan Korda
- 1942 : Swing au cœur (Footlight Serenade) de Gregory Ratoff
- 1942 : La Pagode en flammes (China Girl) d'Henry Hathaway
- 1943 : Et la vie recommence (Forever and a Day) d'Edmund Goulding, Cedric Hardwicke, Frank Lloyd, Victor Saville, Robert Stevenson, Herbert Wilcox et René Clair
- 1943 : Perdue sous les tropiques (Flight for Freedom) de Lothar Mendes
- 1943 : La Vie aventureuse de Jack London (Jack London) d'Alfred Santell
- 1944 : None Shall Escape d'André de Toth
- 1944 : Depuis ton départ (Since You Went Away) de John Cromwell
- 1944 : Guest in the House de John Brahm
- 1945 : Le Poids d'un mensonge (Love Letters] de William Dieterle
- 1945 : Paris Underground de Gregory Ratoff
- 1946 : L'Esclave du souvenir (Young Widow) d'Edwin L. Marin
- 1946 : The Searching Wind de William Dieterle
- 1946 : Specter of the Rose de Ben Hecht
- 1946 : Duel au soleil (Duel in the Sun) de King Vidor
- 1947 : La Vie secrète de Walter Mitty (The Secret Life of Walter Mitty) de Norman Z. McLeod
- 1947 : Le Charlatan (Nightmare Alley) d'Edmund Goulding
- 1947 : Le Procès Paradine (The Paradine Case) d'Alfred Hitchcock
- 1948 : Le Portrait de Jennie (Portrait of Jennie) de William Dieterle
- 1949 : Pris au piège (Caught) de Max Ophüls
- 1949 : Le Bagarreur du Kentucky (The Fighting Kentuckian) de George Waggner
- 1949 : Roseanna McCoy d'Irving Reis
- 1949 : Tête folle (My foolish Heart), de Mark Robson
- 1950 : My Friend Irma Goes West d'Hal Walker
- 1950 : Celle de nulle part (Our Very Own) de David Miller
- 1951 : Bon sang ne peut mentir (That's My Boy) d'Hal Walker
- 1951 : Saturday's Hero de David Miller
- 1951 : Histoire de détective (Detective Story) de William Wyler
- 1952 : The Captive City de Robert Wise
- 1952 : Actor's and Sin de Ben Hecht et Lee Garmes
- 1952 : Les Indomptables (The Lusty Men) de Nicholas Ray
- 1952 : Tonnerre sur le temple (Thunder in the East) de Charles Vidor
- 1953 : Hannah Lee: An American Primitive de Lee Garmes et John Ireland
- 1955 : Abdullah le Grand (Abdullah the Great) de Gregory Ratoff
- 1955 : La Terre des pharaons (Land of the Pharaohs) d'Howard Hawks
- 1955 : La Maison des otages (The Desperate Hours) de William Wyler
- 1955 : L'Homme au fusil (Man with the Gun) de Richard Wilson
- 1956 : Le Fond de la bouteille (The Bottom of the Bottle) d'Henry Hathaway
- 1956 : Au sixième jour (D-Day the Sixth of June) d'Henry Koster
- 1956 : Opération Requins (The Sharkfighters) de Jerry Hopper
- 1957 : Trafic à la Havane (The Big Boodle) de Richard Wilson
- 1958 : Never Love a Stranger de Robert Stevens
- 1959 : Simon le pêcheur (The Big Fisherman) de Frank Borzage
- 1959 : Joyeux anniversaire (Happy Anniversary) de David Miller
- 1961 : Misty de James B. Clark
- 1962 : Aventures de jeunesse (Hemingway's Adventures of a Young Man) de Martin Ritt
- 1964 : Une femme dans une cage (Lady in a Cage) de Walter Grauman
- 1966 : Gros coup à Dodge-City (A Big Hand for the Little Lady) de Fielder Cook
- 1968 : How to Save a Marriage and Ruin Your Life de Fielder Cook
- 1973 : Why de Victor Stoloff

### Comme réalisateur
- 1932 : Der Träumende Mund. Cor. Paul Czinner
- 1938 : The Sky's the Limit. Cor. Jack Buchanan
- 1940 : L'Ange de Broadway (Angels over Broadway). Cor. Ben Hecht
- 1952 : Actor's and Sin. Cor. Ben Hecht
- 1953 : Hannah Lee: An American Primitive. Cor. John Ireland

### Comme producteur
- 1937 : The Lilac Domino de Frederic Zelnik
- 1940 : Au-delà de demain (Beyond Tomorrow) de A. Edward Sutherland
- 1941 : Lydia de Julien Duvivier
- 1946 : Specter of the Rose de Ben Hecht
- 1978 : Shame, Shame on the Bixby Boys d'Anthony Bowers

## Récompenses et distinctions
- 1932 : Oscar de la meilleure photographie pour Shangaï Express de Josef Von Sternberg